# Аакс-Альсьет-Баскасан
Аа́кс-Альсье́т-Баскаса́н (фр. Ahaxe-Alciette-Bascassan) — коммуна во Франции, находится в регионе Новая Аквитания. Департамент — Атлантические Пиренеи. Входит в состав кантона Монтань-Баск. Округ коммуны — Байонна.
Код INSEE коммуны — 64008.

## География

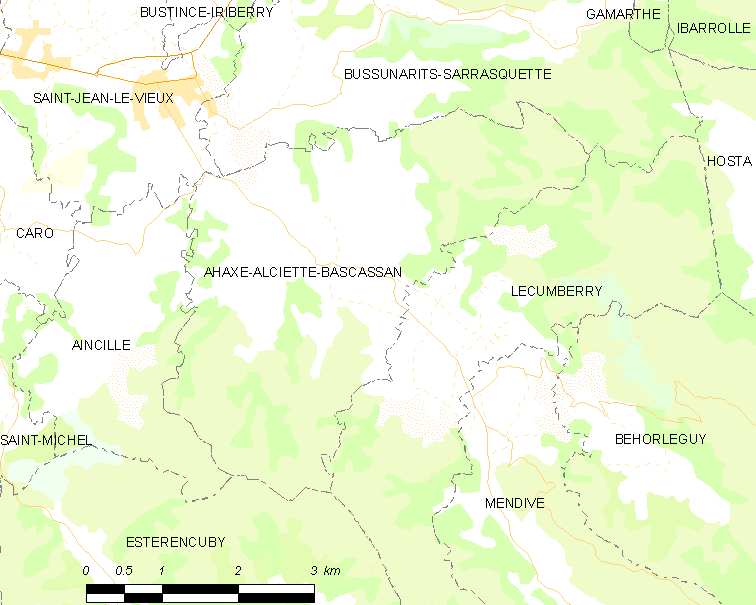
Карта коммуны

Коммуна расположена приблизительно в 690 км к юго-западу от Парижа, в 195 км южнее Бордо, в 70 км к западу от По.
По территории коммуны протекает река Лорибар.

### Климат
Климат тёплый океанический. Зима мягкая, средняя температура января — от +5 °C до +13 °C, температуры ниже −10 °C бывают редко. Снег выпадает около 15 дней в году с ноября по апрель. Максимальная температура летом порядка 20—30 °C, выше 35 °C бывает очень редко. Количество осадков высокое, порядка 1100 мм в год. Характерна безветренная погода, сильные ветры очень редки.

## Население
| Год  | Численность | Численность |
| ---- | ----------- | ----------- |
| 2010 | 291         |             |
| 2013 | 281         |             |
| 2015 | 277         | [ 8 ]       |
| 2016 | 287         | [ 9 ]       |
| 2017 | 274         | [ 10 ]      |
| 2018 | 271         | [ 11 ]      |
| 2019 | 269         | [ 12 ]      |
| 2020 | 266         | [ 13 ]      |
| 2021 | 263         | [ 14 ]      |
| 2022 | 262         | [ 4 ]       |

## Администрация
| Период | Период | Фамилия        |
| ------ | ------ | -------------- |
| 1995   | 2008   | Симон Итюрбид  |
| 2008   | 2020   | Жан-Поль Бидар |

## Экономика
В 2010 году среди 177 человек трудоспособного возраста (15—64 лет) 131 были экономически активными, 46 — неактивными (показатель активности — 74,0 %, в 1999 году было 63,3 %). Из 131 активных жителей работали 125 человек (68 мужчин и 57 женщин), безработных было 6 (3 мужчин и 3 женщины). Среди 46 неактивных 18 человек были учениками или студентами, 15 — пенсионерами, 13 были неактивными по другим причинам.

## Достопримечательности
- Церковь Св. Андрея (XVII век). Исторический памятник с 1997 года[16].
- Церковь Святого Спасителя. Исторический памятник с 1987 года[17].
- Церковь Св. Иулиана (среднее средневековье)[18].
- Дом хранителя церкви (XVIII век). Исторический памятник с 1997 года[19].
- Крест на кладбище (1827 год). Исторический памятник с 1987 года[20].

## Фотографии

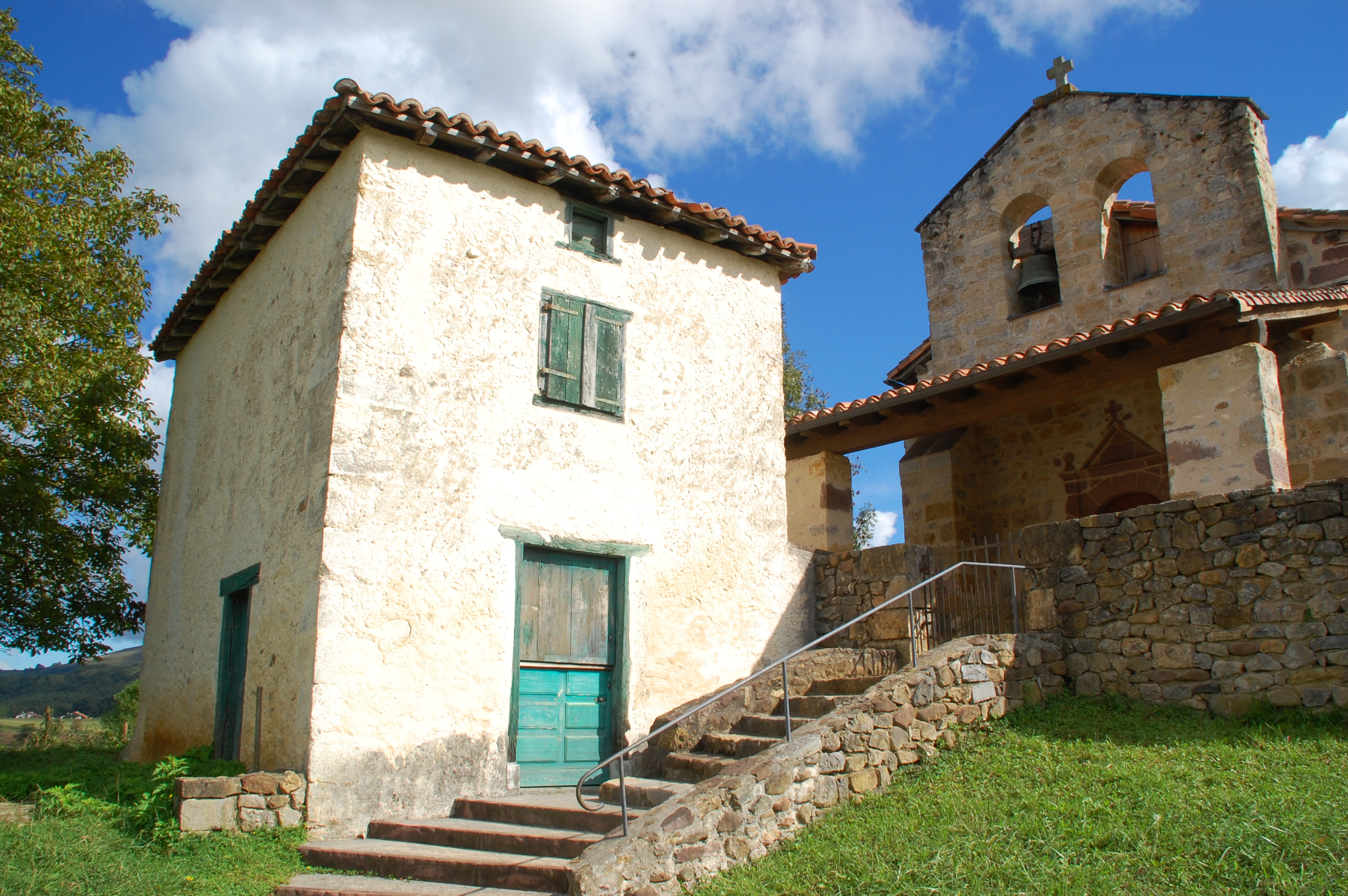
Дом хранителя церкви
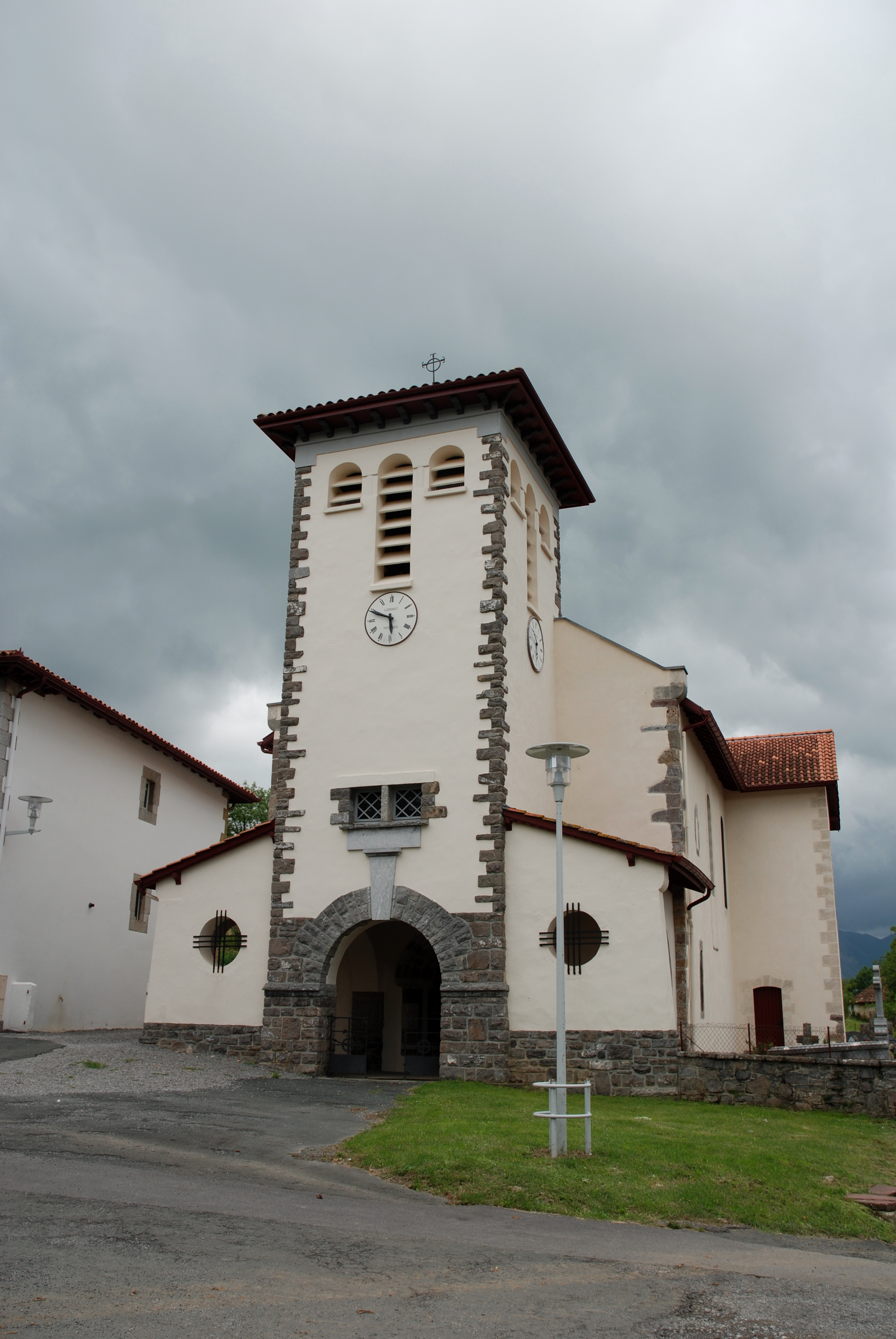
Церковь Св. Иулиана
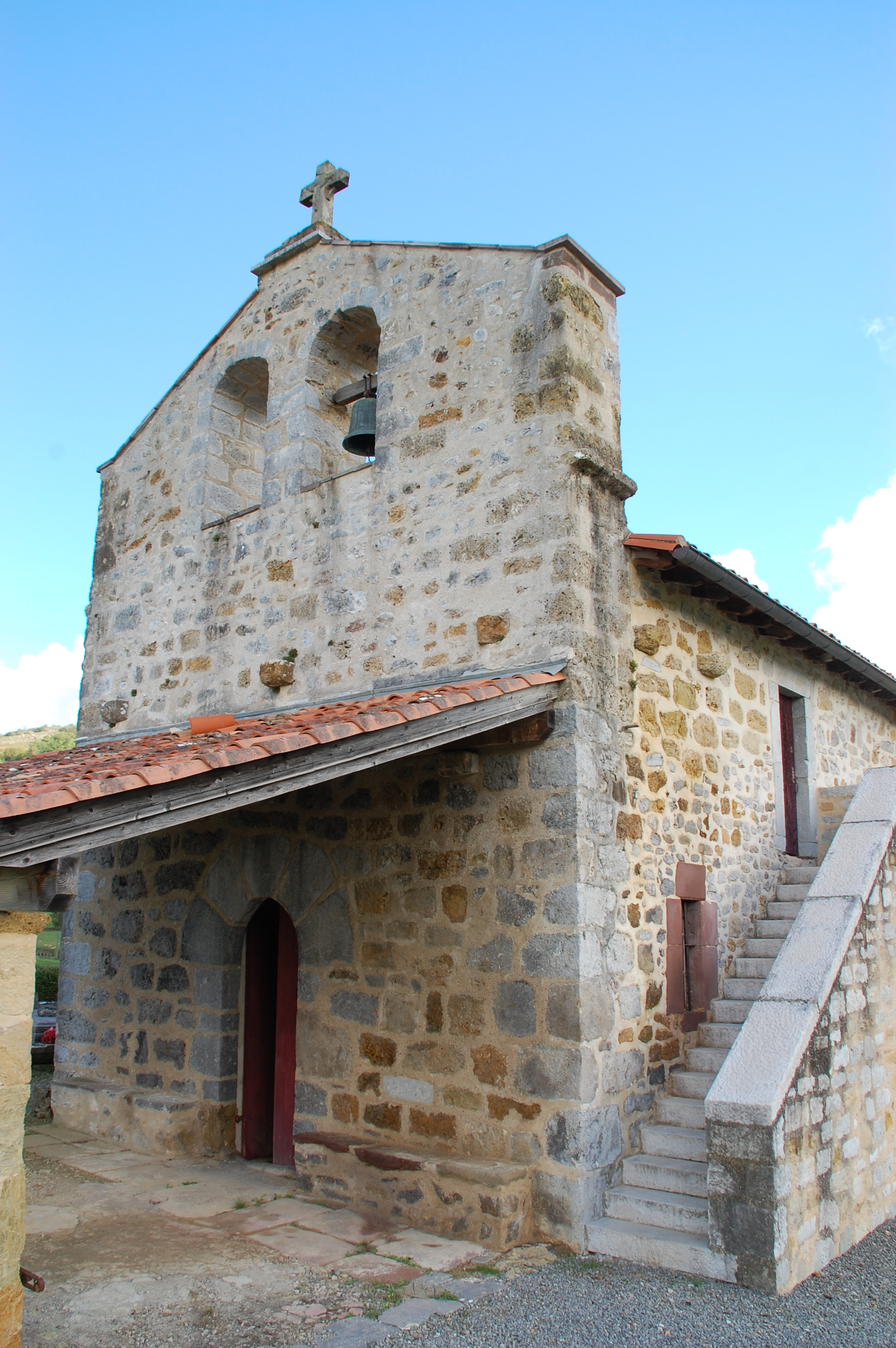
Церковь Святого Спасителя
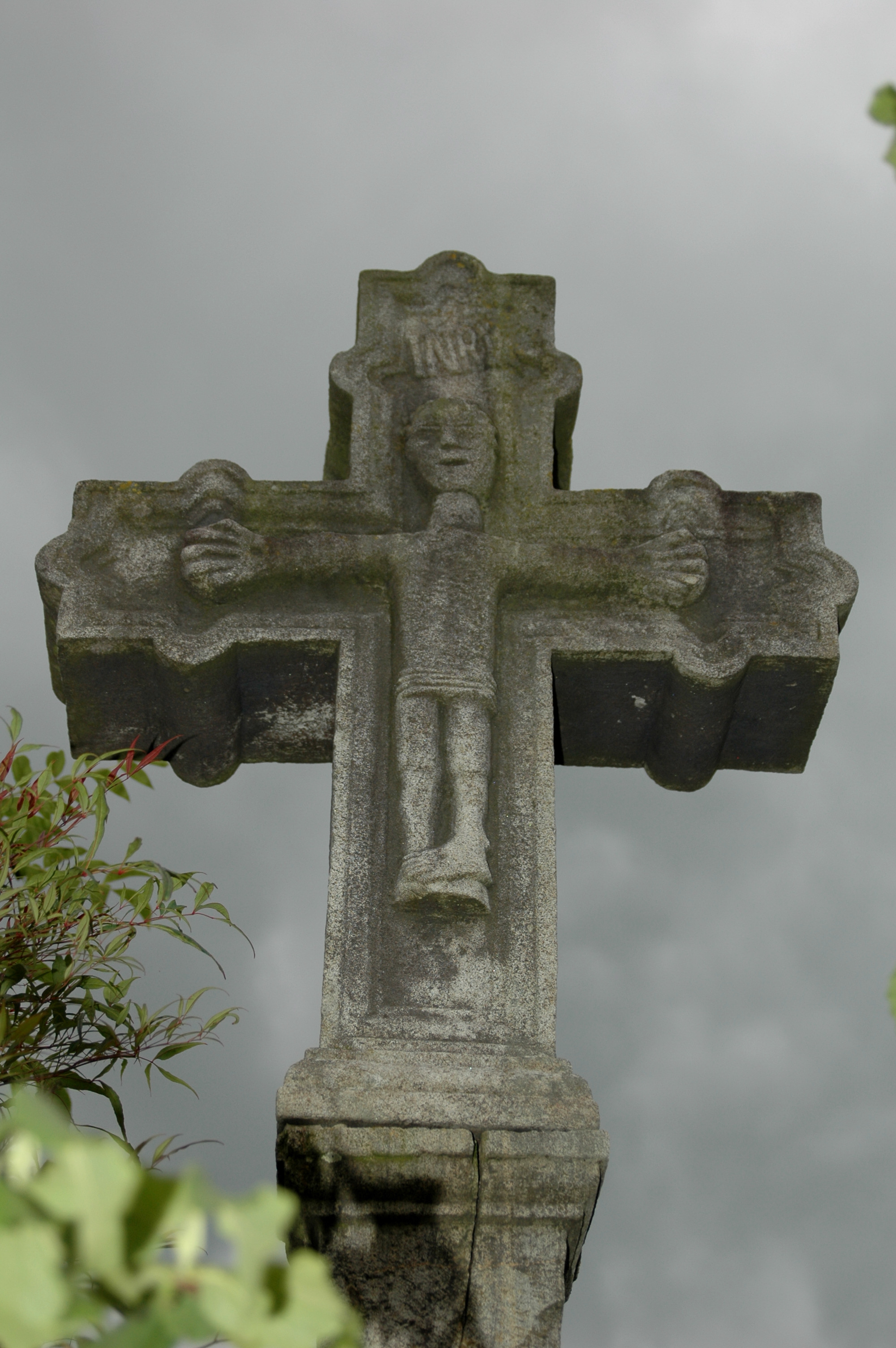
Крест на кладбище
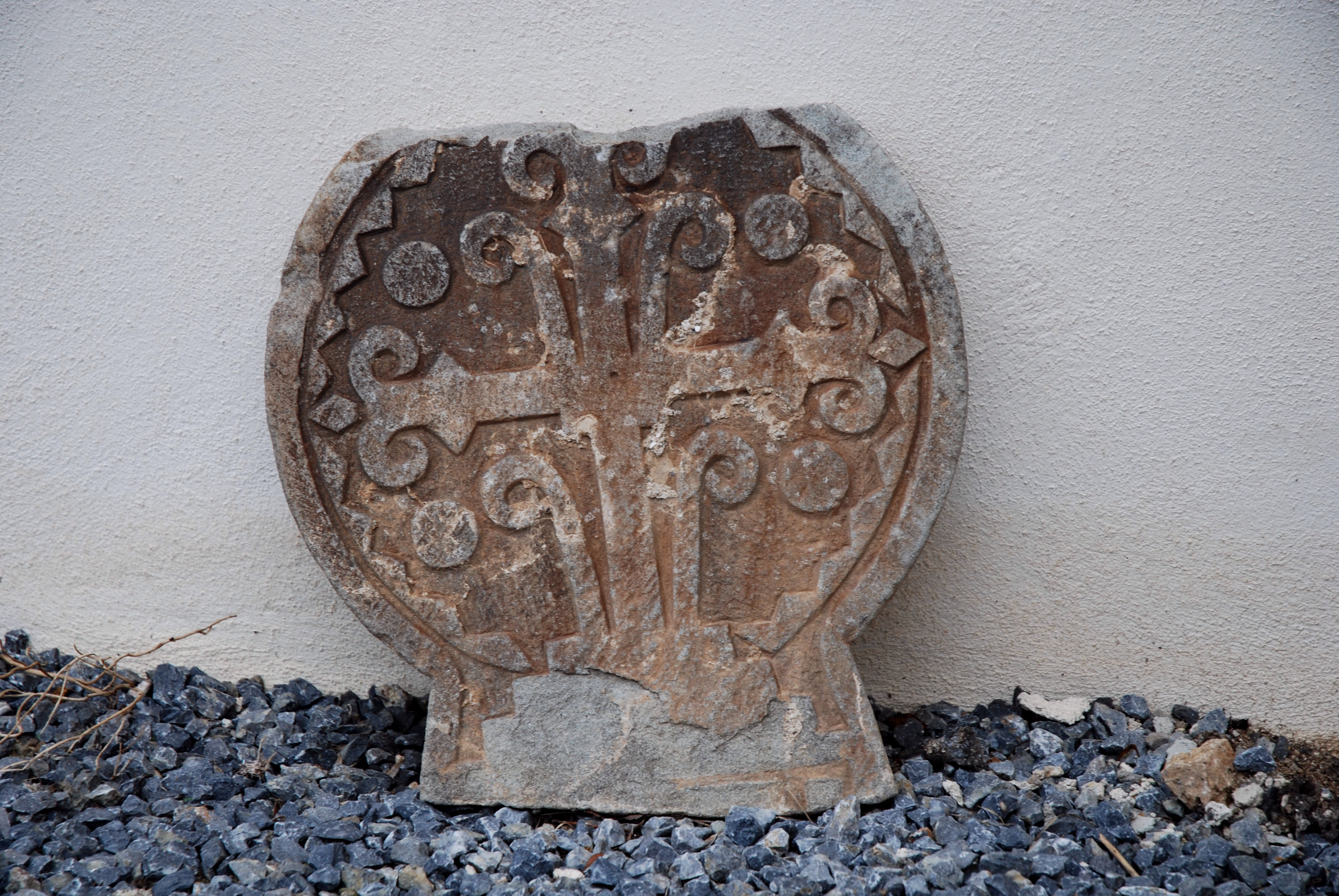
Баскская дискообразная стела